# MaryJanice Davidson
Pour les articles homonymes, voir Davidson.
Œuvres principales
- Série Queen Betsy

MaryJanice Davidson, née le 1er août 1969, est une écrivaine américaine de fantasy qui écrit notamment de la romance paranormale, mais aussi de la littérature pour jeunes adultes et de la non-fiction. Elle est la créatrice de la série populaire Queen Betsy. Elle est classée sur la liste des bestsellers du New York Times et de l'USA Today. 
En 2004, elle a gagné le Romantic Times Reviewer’s Choice Award et est nommée en 2005 pour le même prix. Elle vit dans le Minnesota avec son mari et ses deux enfants.

## Œuvres

### SérieWyndham Werewolf
1. (en) Love's Prisoner, 2000Roman court publié dans Secrets 6
2. (en) Jared's Wolf, 2002Nouvelle publiée dans Secrets 8
3. (en) Derik's Bane, 2005
4. (en) Wolf at the Door, 2011
5. (en) Santa Claws, 2001Roman court publié dans Dead and Loving It
6. (en) Monster Love, 2002Roman court publié dans Dead and Loving It
7. (en) There's No Such Thing as a Werewolf, 2003Roman court publié dans Dead and Loving It
8. (en) Speed Dating Werewolf Style or, Ow, I Think You Broke the Bone, 2008Roman court publié dans Dead Over Heels
9. (en) Incomer, 2013Roman court publié dans Undead and Underwater

### SérieQueen Betsy
1. Vampire et célibataire, Milady, 2011 ((en) Undead and Unwed, 2004)
2. Vampire et fauchée, Milady, 2011 ((en) Undead and Unemployed, 2004)
3. Vampire et complexée, Milady, 2011 ((en) Undead and Unappreciated, 2005)
4. Vampire et irrécupérable, Milady, 2011 ((en) Undead and Unreturnable, 2005)
5. Vampire et casée, Milady, 2011 ((en) Undead and Unpopular, 2006)
6. Vampire et flippée, Milady, 2012 ((en) Undead and Uneasy, 2007)
7. Vampire et indigne, Milady, 2012 ((en) Undead and Unworthy, 2008)
8. Vampire et indésirable, Milady, 2012 ((en) Undead and Unwelcome, 2009)
9. Vampire et déboussolée, Milady, 2013 ((en) Undead and Unfinished, 2010)
10. Vampire et dépitée, Milady, 2013 ((en) Undead and Undermined, 2011)
11. Vampire et désaxée, Milady, 2013 ((en) Undead and Unstable, 2012)
12. Vampire et paumée, Milady, 2014 ((en) Undead and Unsure, 2013)
13. Vampire et naïve, Milady, 2015 ((en) Undead and Unwary, 2014)
14. Vampire et impardonnable, Milady, 2016 ((en) Undead and Unforgiven, 2015)
15. Vampire et increvable, Milady, 2017 ((en) Undead and Done, 2016)

### SérieAlaskan Royal Family
1. (en) The Royal Treatment, 2004
2. (en) The Royal Pain, 2005
3. (en) The Royal Mess, 2007

### SérieCyborg
1. (en) Hello, Gorgeous!, 2005
2. (en) Drop Dead, Gorgeous, 2006

### SérieJennifer Scales(avec Anthony Alongi)
1. (en) Jennifer Scales and the Ancient Furnace, 2005
2. (en) Jennifer Scales and the Messenger of Light, 2006
3. (en) The Silver Moon Elm, 2007
4. (en) Seraph of Sorrow, 2009
5. (en) Rise of the Poison Moon, 2010
6. (en) Evangelina, 2012

### SérieFred the Mermaid
1. (en) Sleeping with the Fishes, 2006
2. (en) Swimming Without a Net, 2007
3. (en) Fish Out of Water, 2008

### SérieMe, Myself, and Why?
- (en) Outta the Bag, 2010

1. (en) Me, Myself, and Why?, 2010
2. (en) Yours, Mine and Ours, 2012

### Divers
- (en) Adventures of the Teen Furies, 1998
- (en) By Any Other Name, 1998
- (en) Thief of Hearts, 2001
- (en) Under Cover, 2003
- (en) Doing It Right, 2007
- (en) Dying for Ice Cream, 2011

### Nouvelles parues en anthologie
- (en) Santa Claws, 2001dans Naughty or Nice, avec Lani Aames et Treva Harte ; réédité en 2004 dans l'anthologie Nicely Naughty, avec Lani Aames et Treva Harte
- (en) Dead Girls Don't Dance, 2004dans Cravings, avec Laurell K. Hamilton, Eileen Wilks et Rebecca York
- (en) My Thief, 2004dans Perfect for the Beach, avec Janelle Denison, Lori Foster, Morgan Leigh, Erin McCarthy et Kayla Perrin)
- (en) The Wicked Witch of the West Side, 2004dans How to Be a Wicked Woman, avec Susanna Carr et Jamie Ann Denton
- (en) Undercover Claus, 2004dans Merry Christmas, Baby, avec Susanna Carr, Donna Kauffman, Erin McCarthy, Lucy Monroe et Nancy Warren
- (en) The Fixer-Upper, 2004dans Men at Work, avec Nina Bangs, Janelle Denison et Erin McCarthy
- (en) Beggarman, Thief, 2005dans In Other Worlds, avec Camille Anthony et Angela Knight
- (en) Night Mares, 2005dans Bewitched, Bothered & BeVampyred, avec Mary Jo Putney, PC Cast, Gena Showalter, Alesia Holliday, Susan Grant, Patricia Rice et Vicki Lewis Thompson
- (en) Savage Scavenge, 2005dans Charming the Snake, avec Camille Anthony et Melissa Schroeder
- (en) The Incredible Misadventures of Boo & the Boy Blunder, 2005dans Kick Ass, avec Jacey Ford, Angela Knight et Maggie Shayne
- (en) Alone Wolf, 2006dans Mysteria, avec PC Cast, Susan Grant et Gena Showalter
- (en) Paradise Bossed, 2006dans Surf's Up, avec Nina Bangs et Janelle Denison ; cette nouvelle est la suite de The Fixer-Upper from Men at Work
- (en) Cuffs and Coffee Breaks, 2006dans Valentine's Day Is Killing Me, avec Susanna Carr et Leslie Esdaile
- (en) Driftwood, 2007dans Over the Moon, avec Virginia Kantra, Angela Knight et Sunny
- (en) Witch Way, 2007dans Demon's Delight, avec Emma Holly, Catherine Spangler et Vickie Taylor
- (en) The Majicka, 2007dans No Rest for the Witches, avec Lori Handeland, Cheyenne McCray et Christine Warren
- (en) Disdaining Trouble, 2008dans Mysteria Lane, avec PC Cast, Susan Grant et Gena Showalter
- (en) Tall, Dark and not so Faery, 2009dans Faeries Gone Wild, avec Lois Greiman, Michele Hauf et Leandra Logan

### Coffrets
- (en) Undead and Unwed, 2010dans Blood Lust 6, avec Christine Feehan (en), J. R. Ward, Erin McCarthy, Nalini Singh et Meljean Brook (en) ; coffret comprenant les romans des six auteurs précités
- (en) Undead and Uneasy, 2010dans Blood Sample 7, avec Laurell K. Hamilton, Charlaine Harris, Katie MacAlister (en), Colleen Gleason, Kelley Armstrong et J. R. Ward ; coffret comprenant les romans des sept auteurs précités